# Yes (disc)
Yes és el desè disc de material nou (dinovè en total) del grup anglès de pop electrònic Pet Shop Boys. La seva aparició està prevista per al dia 23 de març de 2009; una setmana abans es publicarà oficialment el seu primer senzill, "Love, etc.".
L'àlbum ha estat produït pels mateixos Pet Shop Boys i l'equip de productors Xenomania, que també han participat en la composició de tres cançons. En el seu enregistrament hi ha participat el guitarrista Johnny Marr, exmembre de The Smiths i antic col·laborador dels Pet Shop Boys.

## Temes
1. Love, etc. (Lowe/Tennant/Xenomania)
2. All over the world (Lowe/Tennant/Txaikovski)
3. Beautiful people
4. Did you see me coming?
5. Vulnerable
6. More than a dream (Lowe/Tennant/Xenomania)
7. Building a wall
8. King of Rome
9. Pandemonium
10. The way it used to be (Lowe/Tennant/Xenomania)
11. Legacy

Temes escrits per Chris Lowe i Neil Tennant, excepte on s'indiqui una altra cosa.